# Leptolaena abrahamii
Leptolaena abrahamii är en tvåhjärtbladig växtart som beskrevs av George Edward Schatz och Lowry. Leptolaena abrahamii ingår i släktet Leptolaena och familjen Sarcolaenaceae. Inga underarter finns listade i Catalogue of Life.